# Samayika
Le Samayika (IAST sāmāyika) est un des rituels quotidiens pour les moines-ascètes du jaïnisme, et pour la plupart des laïcs. Sa traduction aujourd'hui pourrait être : équanimité, méditation. Le but est de détacher nos sens des objets qui peuplent notre environnement. La première signification de samaykia vient des Tirthankaras : les Maîtres éveillés qui avant notre ère mettaient en place dans leurs journées des périodes pour ne rien faire si ce n'est se détacher physiquement de toutes actions, en laissant le corps immobile et ainsi inerte envers tous actes notamment négatifs, voire mauvais. Ainsi aujourd'hui, samayika désigne la méditation jaïne et le vœu fait par les moines et les laïcs pour équilibrer (sāmāyika : équanimité) leur esprit, ne pas être aliéné par les sens et être toujours en pleine conscience.